# Amara (Irak)
Amara, también conocida como Al Amarahab, es una ciudad de Irak, situada en el sureste del país. Es la capital de la provincia de Mesena, y en el año 2012 superaba los 500.000 habitantes. Es un importante centro comercial para la zona, rico en productos agrícolas, tejidos, y objetos de plata. 
La ciudad está atravesada por el río Tigris, y está próxima a las marismas mesopotámicas.
- Datos: Q366010
- Multimedia: Amarah / Q366010